# Liste der Naturdenkmale in Vallendar
Die Liste der Naturdenkmale in Vallendar nennt die im Gemeindegebiet von Vallendar ausgewiesenen Naturdenkmale (Stand 2. Mai 2024).

## Ehemalige Naturdenkmale
| Nr. | Bezeichnung           | Lage                                                 | Beschreibung                                        | Bild                                    |
| --- | --------------------- | ---------------------------------------------------- | --------------------------------------------------- | --------------------------------------- |
|     | Alte Buche            | östlich der Stadt; Abteilung Wolfskaul Lage          | Fagus sylvatica; Rechtsverordnung aufgehoben        | Direkt Bild zu diesem Denkmal hochladen |
|     | Alte Buche            | östlich der Stadt; Abteilung Aufm Pedel Lage         | Fagus sylvatica; Rechtsverordnung aufgehoben        | Direkt Bild zu diesem Denkmal hochladen |
|     | Alte Buche            | östlich der Stadt; Abteilung Oben im Katzenloch Lage | Fagus sylvatica; Rechtsverordnung aufgehoben        | Direkt Bild zu diesem Denkmal hochladen |
|     | Sechs alte Bachweiden | Borngasse, Ecke Westerwaldstraße Lage                | Salix sp., sechs Bäume; Rechtsverordnung aufgehoben | Direkt Bild zu diesem Denkmal hochladen |